# Krigsåret 1973

## Pågående krig
- Inbördeskriget i Tchad (1966-1988)

- Oktoberkriget (1973)[1]
  - Israel på ena sidan
  - Egypten, Syrien, Jordanien, Irak och Saudiarabien på andra sidan

- Vietnamkriget (1959-1975)[1]
  - Sydvietnam, USA, Sydkorea och Australien på ena sidan
  - Nordvietnam och FNL på andra sidan

## Händelser

### Januari
- Januari-februari - USA lämnar Nordvietnam men fortsätter att stödja Sydvietnam i det pågående Vietnamkriget.

### September
- 11 - Militären griper makten vid en militärkupp i Chile.

### Oktober
- Oktober - Oktoberkriget utkämpas mellan Israel och fyra arabiska grannländer.

### December
- 20 - ETA spränger Francos premiärminister Luis Carrero Blanco i luften.

### Okänt datum
- Sydkorea och Australien drar tillbaka sina sista stridande förband från Vietnamkriget.

### Fotnoter
1. 1 2  ”World Statesmen”. http://www.worldstatesmen.org/WARS.html. Läst 28 juni 2011.